# Obradivo tlo
Obradivo tlo u geografiji znači zemlja koja može služiti za rast poljoprivrednih usjeva. Različito je od kultiviranog zemljišta, te uključuje džungle i nisu korišteni samo za ljudske potrebe. Obradiva tla danas prekrivaju oko 31 milijun kilometara.
Iako je ograničeno zbog mase i topologije, iznos ukupnog obradivog tla, regionalno i globalno, oscilira zbog ljudskih i klimatskih faktora poput navodnjavanja, krčenja šuma, širenja pustinja, deponija, i urbanog širenja. Zato se provode mnoga istraživanja kako ove promjene utječu na proizvodnju hrane.
Najproduktivni dio obradivih tla dolazi od naslaga od rijeka i mora iz geološkog doba. U modernom vremenu, rijeke ne poplavljuju poljoprivredna tla zbog kontrola polplava.

## Neobradiva tla
Zemlje koje nisu prikladne za obrađivanje tla imaju bar jednu od sljedećih nedostataka:
- bez izvora svježe vode
- prevruća klima (pustinje)
- prehladna klima (Arktik)
- prestjenovit reljef
- preslanost
- previše kiša ili snijega
- prezagađenost
- slaba nutritivnost

## Vanjske poveznice
- Obradivo tlo na Zemlji  Arhivirana inačica izvorne stranice od 31. listopada 2004. (Wayback Machine)